# Clã Hosokawa
O Clã Hosokawa (細川氏, Hosokawa-shi)  foi um clã samurai descendente do Imperador Seiwa (850-880) e um ramo do Clã Minamoto, através do clã Ashikaga. Produziu diversos oficiais proeminentes na administração do xogunato Ashikaga. No Período Edo, o clã Hosokawa foi uma das famílias de daimyo com mais terras no Japão. Recentemente, Morihiro Hosokawa, um descendente do clã, foi Primeiro-Ministro do Japão.

## Períodos Muromachi e Sengoku
Ashikaga Yoshisue, filho de Ashikaga Yoshizane, foi o primeiro a tomar o nome Hosokawa. Hosokawa Yoriharu, um Hosokawa do final do Período Kamakura, lutou pelo clã Ashikaga contra o xogunato Kamakura. Hosokawa Akiuji ajudou a implantar o xogunato Ashikaga.
O clã teve um significante poder durante os períodos Muromachi (1336-1467), Sengoku (1467-1600) e Edo, movendo-se de Shikoku paraKinai, e então para Kyūshū durante os séculos.
O clã também foi uma das três famílias a monopolizar o posto de Kanrei (deputado do xogun), durante o xogunato Ashikaga. Um deles foi Hosokawa Yoriyuki. No começo do governo dos Ashikaga, os Hosokawa receberam todo o controle de Shikoku. Durante o curso deste período, membros do clã Hosokawa foram governadores (shugo) de Awa, Awaji, Bitchū, Izumi, Sanuki, Settsu, Tanba, Tosa e Yamashiro.

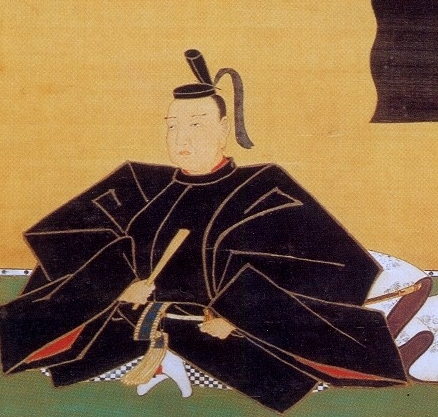
Hosokawa Tadaoki, vassalo de Oda Nobunaga e Toyotomi Hideyoshi

Um conflito entre Hosokawa Katsumoto, o quinto Kanrei, e seu sogro Yamana Sōzen, sobre a sucessão do xogunato, levou à Guerra Ōnin, que provocou a queda do xogunato e 150 anos de caos e guerra, conhecidos como Sengoku. Seguindo a queda do xogunato Ashikaga, que era sediado em Kyoto, o controle da cidade, e assim de todo o país, caiu nas mãos dos Hosokawa (que detinham o posto de Kyoto Kanrei – deputados do xogun em Kyoto) por algumas gerações.
O filho de Katsumoto, Hosokawa Masamoto, deteve assim o poder no início do século XVI, mas foi assassinado em 1507. Após sua morte, o clã se dividiu e ficou enfraquecido pelas lutas internas. O poder que ainda possuíam, contudo, se concentrava apenas em Kyoto. Isso deu a oportunidade de consolidar o poder por mais algum tempo, tornando-se fortes rivais do clã Ōuchi, politicamente e em termos de comércio com a China. Os Hosokawa permaneceram em Kyoto por mais ou menos cem anos, fugindo da cidade quando esta foi atacada por Oda Nobunaga.

## Período Edo

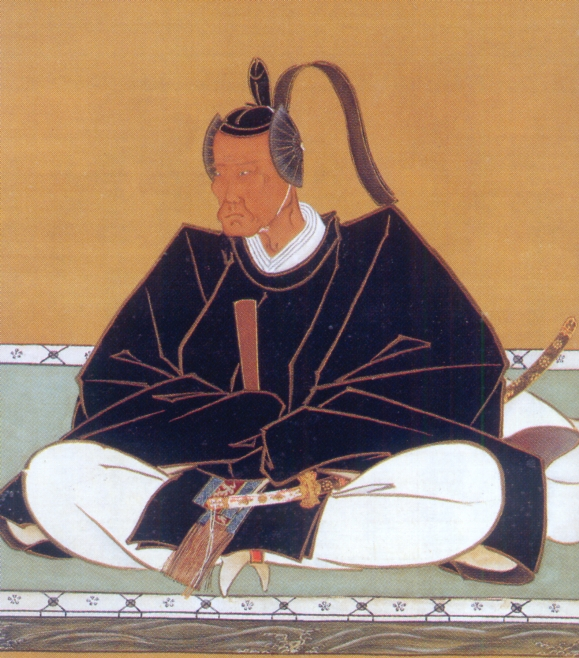
Hosokawa Shigekata, daimyo do domínio de Kumamoto no Período Edo

Os Hosokawa de Kokura (Kumamoto) se tornaram a principal linhagem dos Hosokawa durante o Período Edo. Hosokawa Gracia, a esposa de Hosokawa Tadaoki, foi uma das mais famosas pessoas convertidas ao Cristianismo; ela também era filha de Akechi Mitsuhide.
Os Hosokawa se aliaram a Ishida Mitsunari durante a decisiva Batalha de Sekigahara, e assim foram feitos tozama (externos) daimyo sob o xogunato Tokugawa. Eles receberam a província de Higo, com uma receita de 540000 koku, como seu han (feudo).
Hosokawa Tadatoshi, o terceiro senhor de Kumamoto, foi patrão do espadachim Miyamoto Musashi.
Apesar do domínio de Hosokawa estar em Kyūshū, longe da capital, estavam entre os daimyo mais ricos. Em 1750, Higo era uma das maiores produtoras de arroz, e servia como padrão para os Osaka rice brokers. O domínio sofreu declínio econômico assim como outros feudos, mas Hosokawa Shigekata instituiu reformas para contornar a situação. Ele também fundou uma escola, Seisei-kō, in 1755.
Havia quatro ramos maiores no clã Hosokawa no Período Edo, cada um com o título de daimyo. Outros dois ramos da família, sob o sobrenome Nagaoka, serviu aos Hosokawa de Kumamoto como karō. A residência de uma dessas famílias, Hosokawa Gyōbu　mansion (細川刑部邸, Hosokawa Gyōbu-tei), ainda existe, e é patrimônio cultural da prefeitura de Kumamoto.

## Guerra Boshin
Durante a Guerra Boshin de 1868-69, os Hosokawa de Kumamoto, Kumamoto-Shinden, e Udo lutaram ao lado das forças imperiais. Participaram da Batalha de Aizu e da Batalha de Hakodate, entre outras.

## Meiji e além
Seguindo o fim do feudalismo em 1871, o clã Hosokawa e seus ramos foram incorporados à nova nobreza na era Meiji. Receberam o título hereditário de marqueses (kōshaku); o título se tornou obsoleto em 1947. O atual líder da linhagem principal, Morihiro Hosokawa, ex-Primeiro Ministro do Japão, é descendente dos Hosokawa de Kumamoto.

## Membros do clã
Kumamoto 
| - Hosokawa Fujitaka (1534-1610) - Hosokawa Tadaoki (1563-1645) - Hosokawa Tadatoshi (1586-1641) - Hosokawa Mitsunao (1619-1650) - Hosokawa Tsunatoshi (1643-1714) - Hosokawa Nobunori (1676-1732) - Hosokawa Munetaka (1716-1747) | - Hosokawa Shigekata (1718-1785) - Hosokawa Harutoshi (1758-1787) - Hosokawa Narishige (1755-1835) - Hosokawa Naritatsu (1797-1826) - Hosokawa Narimori (1804-1860) - Hosokawa Yoshikuni (1835-1876) - Último Daimyo de Kumamoto; 1º marquês de Kumamoto | - Hosokawa Morihisa, 2º marquês (1839-1893) - Hosokawa Morishige, 3º marquês (1868-1914) - Hosokawa Moritatsu, 4º marquês (título obsoleto em 1947) (1883-1970) - Hosokawa Morisada, 5º marquês (1912-2005) - Morihiro Hosokawa, 6º marquês (1938-) |

Kumamoto-Shinden (Takase) 
| - Hosokawa Toshishige (1647-1687) - Hosokawa Toshimasa (1672-1715) - Hosokawa Toshiyasu (1701-1749) - Hosokawa Toshihiro (1716-1767) | - Hosokawa Toshiyuki (1750-1781) - Hosokawa Toshitsune (1754-1805) - Hosokawa Toshikuni (1784-1810) - Hosokawa Toshichika (1788-1844) | - Hosokawa Toshimochi (1808-1864) - Hosokawa Toshinaga (1829-1901) - Hosokawa Toshisuke |

Udo 
| - Hosokawa Yukitaka (1615-1645) - Hosokawa Aritaka (1676-1733) - Hosokawa Okinari (1699-1737) - Hosokawa Okisato (1722-1745) | - Hosokawa Okinori (1723-1785) - Hosokawa Tatsuhiro (1755-1835) - Hosokawa Tatsuyuki (1784-1818) - Hosokawa Tatsumasa (1804-1860) | - Hosokawa Yukika (1811-1876) - Hosokawa Tatsunori (1832-1888) - Hosokawa Yukizane (1842-1902) |  |

Hitachi-Yatabe 
| - Hosokawa Okimoto (1564-1619) - Hosokawa Okimasa (1604-1643) - Hosokawa Okitaka (1632-1690) - Hosokawa Okinaga (1658-1737) | - Hosokawa Okizane (1687-1728) - Hosokawa Okitora (1710-1737) - Hosokawa Okiharu (1737-1794) - Hosokawa Okinori (1759-1837) | - Hosokawa Okitatsu (1798-1855) - Hosokawa Okitsura (1832-1907) - Hosokawa Okitsugu - Hosokawa Okiharu |  |

## Notes
1. ↑  Bodiford, Sōtō Zen in Medieval Japan, p. 129.
2. ↑  Bingham, A History of Asia, p. 544.
3. ↑  Wilson, The Lone Samurai, pp. 104-105.
4. ↑  Motoyama, Proliferating Talent, pp. 288-289.
5. ↑  "Hosokawa-shi (Higo Kumamoto hanshu-ke)" Arquivado em 10 de agosto de  2004, no Wayback Machine. (ret. 27 Sept. 2008)
6. ↑  "Hosokawa-shi (Higo Kumamoto-shinden hanshu-ke)" Arquivado em 21 de agosto de  2004, no Wayback Machine. (ret. 27 Sept. 2008)
7. ↑  "Hosokawa-shi (Higo Udo hanshu-ke)" Arquivado em 21 de agosto de  2004, no Wayback Machine. (ret. 27 Sept. 2008)
8. ↑  "Hosokawa-shi (Yatabe hanshu-ke)" Arquivado em 21 de agosto de  2004, no Wayback Machine. (ret. 27 Sept. 2008)